# Königstein im Taunus
Königstein im Taunus település Németországban, Hessen tartományban. Lakosainak száma 16 831 fő (2023. december 31.).

## Népesség
A település népességének változása:
| Lakosok száma | 16 567 | 16 648 | 16 648 | 16 540 | 16 744 | 16 831 |
|               | 2017   | 2018   | 2019   | 2021   | 2022   | 2023   |